# 東巴拉島

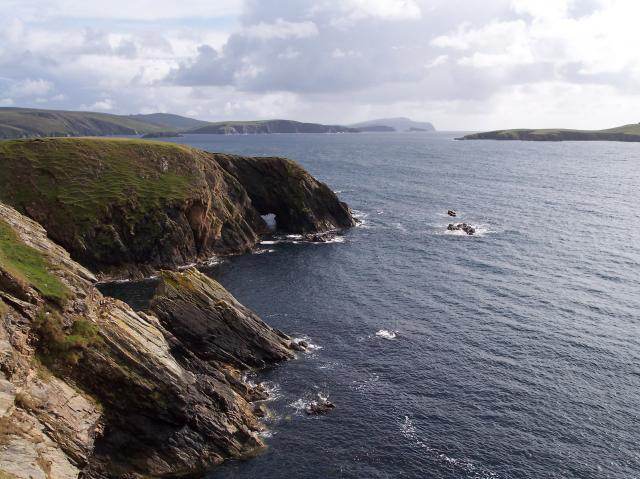

東巴拉島是蘇格蘭的島嶼，位於大西洋海域，屬於昔德蘭群島的一部分，長14公里、寬1.5公里，面積5.15平方公里，最高點海拔高度81米，2001年人口66。
60°5′20″N 1°18′6″W / 60.08889°N 1.30167°W